# 臨床研究倫理
臨床研究倫理（りんしょうけんきゅうりんり、英: Clinical research ethics）とは、 臨床研究の分野における臨床試験（日本で言う治験を含むヒトを対象とする研究）の実施において考慮される一連の倫理原則であり、医療倫理や研究倫理といった広い分野からの倫理が応用される。

## 概要

### 日本における臨床研究倫理
日本では、倫理的な理由というよりも、「『治験の質を確保しないと医薬品開発の国際競争に取り残される』という市場経済的な理由により導入された」、日本製の医薬品を国際基準に適合させるための、治験審査委員会が「医薬品の臨床試験の実施の基準に関する省令（GCP省令）」により定められているのみで、それ以外の法令の定めがないうえに、「GCP省令も含めて、何か社会問題が起こる度に、関係各省が、その部分だけに継ぎを当てるような指針を作ったため、日本の臨床研究倫理規制は、無計画で系統立っておらず、指針間に整合性がなく、今日、倫理審査の現場で混乱を招く原因となっており」、現状「現場は混乱している」状態で「行政に積極的で一貫性のある対応」を求める事態になっている。
ただ、米国などにおいても、ヘルシンキ宣言から始まり追加のガイドラインまたは規制が多数存在しており、それらを比較するツールなどが開発・公開されている。

## ガバナンス
最も直接的には、倫理委員会が任意の臨床試験の臨床研究倫理を監督する。倫理委員会は、国内法および国際法を理解し、それに従って行動する。
欧米各国の国内法は、臨床研究に参加するときにはすべての研究参加者が「人としての尊重」、「受益権」、および「正義」を得る権利を有するというベルモント・レポートの指針などを含めた国際的な原則に基づいたものとなっている。

## 研究参加者の権利
臨床研究の参加者は、被験者として当然しかるべき以下の権利などを持っている。（以下に限らない） 
- インフォームド・コンセントの権利
- シェアード・ディシジョン・メイキング
- 研究対象者のプライバシー保護（英語版）
- 結果の返還（英語版）（結果について説明等を受ける権利）
- 参加中止の権利（英語版）（本人の意志でいつでも参加を中止する権利）

2010年には、米国の国立司法研究所（National Institute of Justice in the United States）が、被験者の推奨される以下の権利を発表している。
- 自発的なインフォームド・コンセント
- 人としての尊重：自主的主体として扱われる[6]
- 研究への参加をいつでも終了する権利
- 身体的完全性を保護する権利[6]
- メリットは代償を上回るべき。
- 肉体的、精神的および精神的危害からの保護
- 研究に関する情報へのアクセス[6]
- プライバシーとウェルビーイングの保護[7]

その他にも、欧米ではハーバード大学等、各大学が「被験者の権利（Participant Rights）」としてその一覧を公開している。

## 「脆弱な立場の人達」の保護
臨床研究における参加者の自主性（オートノミー）の範囲が存在する。この権利を保護するための方策の1つは、臨床研究に対するインフォームド・コンセントである 。研究者らはオートノミーの低い制限された集団を「脆弱な立場の人達（Vulnerable populations）」と呼んでいる。ヘルシンキ宣言でも「通常よりもさらに脆弱な立場に置かれる個人やグループには特別な配慮が求められる」とされているものである。これらは臨床試験に参加するかどうか自分自身で公正に決定することができないかもしれないグループを指す。脆弱な立場の人達の例には、 拘禁されている人、子供、囚人、兵士、移住者、狂気を示す人、または自主を妨げるその他の状況などが挙げられる。特に臨床試験で子供を使うことには特別に「臨床試験に子供たちを使う倫理的問題」が指摘されている。

## 歴史
ヒトを対象とする研究（人体実験）に関して一国の倫理指針として作られたものは、1900年のプロシア帝国の省令「すべての大学病院、集合診療所、病院の施設長への指示」があり、1892年のナイセル事件を機に発令されたものである。この事件は、（現在のポーランドにある）ブレスラウ大学のドイツ人医師アルベルト・ナイセル教授が梅毒ワクチンの研究において、健康な子供や売春婦に対し梅毒を感染させたもので、被験者たちはそれについて知らされても、同意もしていなかった上、感染した被験者には、売春婦だから罹患したのだと伝えていたため、倫理的に大きな問題となった事件である。そのため、この省令では、同意を得ずに治療目的以外の医学的介入を行うことを禁じた。
1901年にインフォームド・コンセントの原則がキューバで行われたアメリカ陸軍の黄熱病調査で最初に定められたが、当時は一般的で公式な指針などはなかった。
ドイツではその後、ワイマール共和制時代の1931年に、「新しい治療と人体実験のためのガイドライン」を発表した。このガイドラインは与益（beneficence）と無加害（non-maleficence）基づいており、 インフォームド・コンセントの法的原則も強調し、治療的研究と非治療的研究の違いを区別し、非治療目的のために同意なしの介入は禁じられていた。しかしながら、ナチズムの台頭によりヒットラーに反故にされ、ナチス・ドイツの時代には、非倫理的な人体実験が行われた。そして、第二次世界大戦後のニュルンベルク裁判の一環で1947年に行われた「医者裁判」の結果として、黄熱病問題のときのインフォームド・コンセント原則も参照され、ニュルンベルク綱領が生まれることになる。
このニュルンベルク綱領が初の一般に認められるヒトを対象とした研究の倫理的側面を統制する行動規範となり、ニュルンベルク綱領で定められた10原則を発展させ、1948年の医師の倫理的義務の宣言であるジュネーブ宣言 、そして1949年の医の倫理国際綱領繋げた。
アメリカでは1957年のサルゴ判決にてインフォームド・コンセントが法理化された。
1964年にはヘルシンキ宣言が採択される。医療行為の変化を反映し、医学分野では人体実験を臨床試験（Clinical trials）と呼ぶようになった。しかしながら、その後も、アメリカなどでも非倫理的な人体実験が行われており、特に1932年から1972年までのタスキギー梅毒実験は「米国史上最も悪名高い生物医学研究」と広く見なされた。国民の激しい反発に合った議会は、1974年に実験における人間の保護を規定する「国家研究法」を可決した。また、「生物医学および行動研究の被験者保護委員会」が設立され、研究と日常業務との間の境界、 リスク - ベネフィット分析、参加のためのガイドライン、およびインフォームド・コンセントの定義を確立することを任務としていた。委員会が出した「ベルモント・レポート（1979）」により人への敬意（respect for persons）、与益（beneficence） 、そして正義という3つの倫理的研究の原則を確立することになった。
また、1966年には、ハーバード大学医学部麻酔学教授のヘンリー・ビーチャー博士による論文「倫理と臨床研究（ビーチャー論文）」で、医学研究として公開されている22の研究を、患者に利益がない実験研究の被験者を元にした研究であったと特定し明らかにした。この論文は一般に衝撃を与え「患者の権利」確立への切っ掛けの一つともなった。この論文は「ヒトを対象とした実験についてこれまでに書かれた最も影響力のある単一の論文」と評されている。米国人間研究保護局は 、この文書を通じて「NIHおよびFDA規制の推進に貢献するものとなった」としている。 ビーチャー氏は、インフォームド・コンセントを補完する倫理委員会などにも尽力した。
これらを踏まえ、1975年にヘルシンキ宣言は改訂が行われ、ほぼ2倍の長さとなり、"被験者の利益への関心は常に科学と社会の利益より勝るべきである"という原則が強調された。また、「独立委員会」による監督の概念 - 米国では「機関審査委員会（仮訳）」（IRB）の制度、他国では一般に研究倫理委員会または倫理審査委員会のシステムとなった 。またインフォームド・コンセントがさらに発展し、より規範的になり「基本原則」へと移行した。今日、ヘルシンキ宣言は研究倫理の歴史において、特にヒトおよびヒト由来の試料を対象とした研究に関する礎石となる、重要な文書として広く見なされている
1979年には、「Biomedical ethicsの諸原理（Principles of biomedical ethics）」（現「生命医学倫理」）においてトム・ビーチャムとジェイムズ・チルドレスによって以下の「4原則」提唱された。
- 患者の自主尊重原則（respect for a patient's personal autonomy） - 個人として尊重し、その自己決定権を尊重する。患者は自分の治療を拒否または選択する権利がある。
- 与益原則（善行・利益第一）（beneficence） - 医療者は患者の最大の利益のために行動すべきである。
- 無加害原則（無危害）（non-maleficence）- 害悪を加えない。または、"実用的には" - 害よりも善を促進する。
- 公平・正義の原則（justice/equality）- 乏しい健康資源の分配、および誰がどの治療を受けるかの決定に関する公平原則。

これは、現代の医療倫理の共通の枠組みとして広く受け入れられたものとなっている。
現在では、これらの歴史と原則を踏まえ、国連の「 市民的および政治的権利に関する国際規約 」、世界保健機関によって提唱されたヒトを含む生物医学研究のための国際倫理指針、1990年に創立された医薬品規制調和国際会議（ICH）が定めた臨床試験（日本で言う治験も含む）を実施するための基準「良き臨床上の基準（GCP）」を含め、多数の国際的指針などの基礎となっている。
2017年にはジュネーブ宣言が大きく変更され、医療倫理の基本原則の一つである患者の自主尊重原則、自己決定権といった患者の権利が登場し、患者を客体から主体に改めて患者中心としたスタンス・方針への重点転換が行われた。また、時代に合わせウェルビーイングといった新しい言葉も現れるようになった。

### 日本における歴史
世界史的な文脈としては、上述のように数々の歴史と教訓の上に、臨床研究倫理が成立してきた。米国の国家研究法も、医学界の猛烈な反発により当初は挫折を余儀なくされたが、長い闘いの末、やっと成立に漕ぎつけたものである。臨床研究を第三者機関が審査するという手続きも「多くの人々の犠牲を伴った長い困苦の末に人間社会がやっと獲得したかけがえのない方法」ではあるものの、日本においては「被験者の人権について正面から向き合う機会を損失」し、残念ながらこの方法は「日本が自ら開発したわけではない」。
本来、臨床研究全体を対象とするべき倫理委員会は、日本では日本独自の治験という分野において「倫理的な理由というよりも『治験の質を確保しないと医薬品開発の国際競争に取り残される』という市場経済的な理由により導入された」た「治験審査委員会」であり、1997年に法規制されたものの、治験以外の臨床研究においては、対象外とすることで法律上無関係ということにしてしまった。2003年には厚生労働省が「『臨床研究に関する倫理指針』なるものを、法律上の根拠無しに制定・公布したが、ICH-GCP基準とは似て非なるもので、2008年の登録制度の導入など、その後の改訂内容を考慮しても、ICH-GCPが示した人間を対象とする臨床研究(試験)の際のデータの信頼性と被験者の人権保障を確保するための国際的な公的基準からはほど遠い」と指摘される状態であった。
日本における臨床研究倫理の法体制は、海外のような教訓に基づく「歴史的文脈」がない。インフォームド・コンセントの概念も、1997年に医療法で導入されたが、臨床研究倫理として「人々が求めて勝ち取ったというわけではなく、欧米で用いられていた方法に倣っただけ」で、導入されたのは「説明と同意」という日本独自概念となり「インフォームド・コンセントの理念を正しく伝えず、むしろ従来型のパターナリズムを温存させるもの」と批判された。その上、医療における診療に関するインフォームド・コンセントに限られ、医学臨床研究における被験者の自己決定権を意味するものではなかった。
日本においても歴史的に様々な問題が発生しており、1980年には日弁連から決議もでているにもかかわらず、「日本へはその歴史の前半部分（研究倫理史）をスキップして、日常診療の倫理として海外から脈絡なく伝わり、より危険度が高い臨床研究を対象とする研究倫理は、それ以前に解決済みでなければならなかったにもかかわらず、後回しにされ、未だに取り残されたまま」となっている。

### 英語情報
- ハーバード大大学院・研究参加者権利のリスト
- 臨床試験（治験）における倫理